# Pterothominx moraveci
Espèce
Pterothominx moraveci est une espèce de nématodes de la famille des Capillariidae, parasite d'oiseaux.

## Hôtes
P. moraveci a été décrit de l'intestin grêle d'une Perruche à collier jaune (Barnardius zonarius) importée d'Allemagne et gardée en captivité en République tchèque.

## Taxinomie
L'espèce est décrite en 2005 par Vlastimil Baruš, Vilma Kajerová et Božena Koubková. Le nom d'espèce est dédiée au parasitologiste tchèque František Moravec.